# Tempo do Sonho

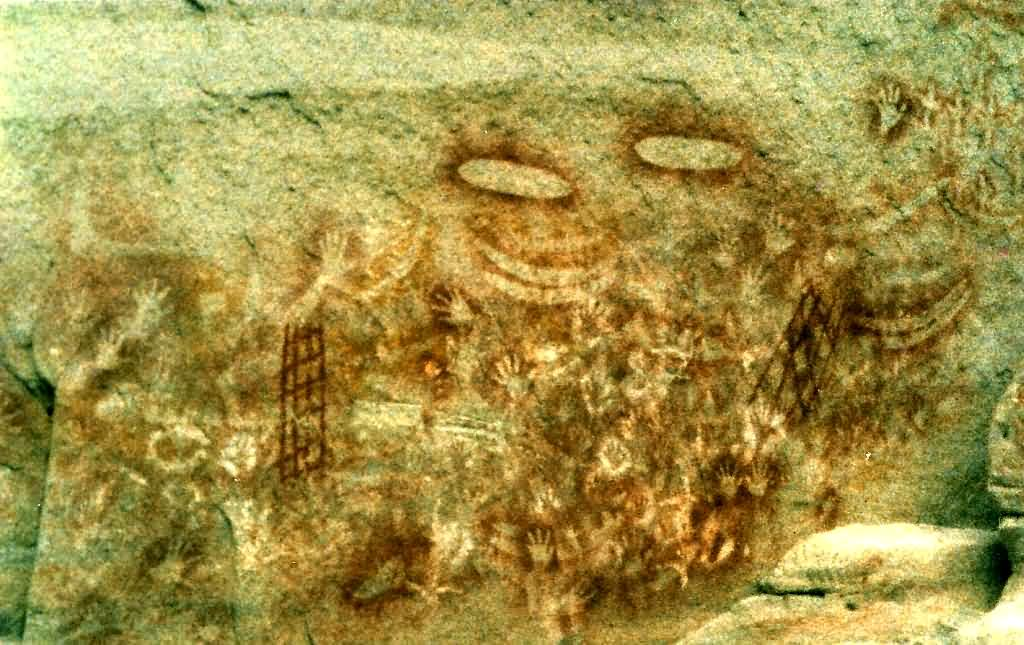
Arte de estêncil em Carnarvon Gorge, que pode ser memoriais, sinais ou apelos a ancestrais totêmicos ou registros de histórias de sonhos

Tempo do Sonho (The Dreaming ou também conhecido como Dreamtime) é um termo criado pelos primeiros antropólogos para se referir a uma visão de mundo religioso-cultural atribuída às crenças aborígenes australianas. Foi originalmente usado por Francis Gillen, rapidamente adotado por seu colega Baldwin Spencer e posteriormente popularizado por A. P. Elkin, que, no entanto, posteriormente revisou seus pontos de vista.
O Tempo do Sonho é usado para representar conceitos aborígenes de Everywhen, durante os quais a terra era habitada por figuras ancestrais, muitas vezes de proporções heróicas ou com habilidades sobrenaturais. Essas figuras eram muitas vezes distintas dos deuses, pois não controlavam o mundo material e não eram adoradas, mas apenas reverenciadas. O conceito, posteriormente, tornou-se amplamente adotado além de seu contexto australiano original e agora faz parte da cultura popular global.
O termo é baseado em uma versão da palavra arandica alcheringa, usada pelo povo Aranda (Arunta, Arrernte) da Austrália Central, embora tenha sido argumentado que é baseado em um mal-entendido ou má tradução. Alguns estudiosos sugerem que o significado da palavra está mais próximo de "eterno, incriado". O antropólogo William Stanner disse que o conceito era melhor compreendido por pessoas não aborígenes como "um complexo de significados". Jukurrpa é um termo difundido usado pelo povo Warlpiri e outros povos do Deserto Ocidental.
Na década de 1990, o conceito havia adquirido seu próprio papel na cultura popular, com base em concepções idealizadas ou ficcionalizadas da mitologia australiana. Desde a década de 1970, Dreaming também saiu do uso acadêmico via cultura popular e turismo e agora é onipresente no vocabulário inglês dos australianos aborígenes em uma espécie de "profecia acadêmica auto-realizável".